# Santuza Maria Ribeiro Teixeira
Santuza Maria Ribeiro Teixeira (07/01/1958) é uma pesquisadora brasileira, membro titular da Academia Brasileira de Ciências.  Ela também é membra da Academia Mundial de Ciências por suas pesquisas na área de parasitologia. 
Em 2005, Santuza ganhou o Prêmio de Pesquisadora Internacional do Howard Hughes Medical Institute  e, em 2021, ganhou o premio Samuel Pessoa da Sociedade Brasileira de Protozoologia. 